# Die Tänzerin von Ahamar
Die Tänzerin von Ahamar, Originaltitel The Song of Love, ist ein US-amerikanischer Stummfilm aus dem Jahr 1923. Die Hauptrollen spielten Norma Talmadge und Joseph Schildkraut. Der Film basiert auf dem Roman The Dust of Desire von Margaret Peterson (1883–1933). Regie führten Chester M. Franklin und Frances Marion.

## Handlung
Der Stummfilm erzählt die Geschichte einer Liebesbeziehung zwischen den Kulturen im französischen Algerien. Die Handlung entfaltet sich in der nordafrikanischen Stadt Ahamar, einem französischen Kolonialstützpunkt, wo arabische Bürger, Tuareg und französische Kolonialisten in einem kleinen Außenposten mit Häusern, Geschäften und einer Bar zusammenleben.
Die Protagonistin Noorma-hal, eine Tänzerin in einer lokalen Bar, wird als die Nichte des Chandra-lal eingeführt, der als Anführer der arabischen Gemeinschaft und Besitzer des Lokals gilt. Der ehrgeizige Tuareg-Häuptling Ramlika plant einen Aufstand gegen die französische Kolonialherrschaft mit dem Ziel, alle Ausländer in der Stadt zu massakrieren und sich selbst zum König von Nordafrika zu krönen. Ramlika ist in Noorma-hal verliebt und möchte sie zu seiner Königin machen, wenn sein Aufstand erfolgreich ist, doch die Tänzerin verabscheut ihn, möglicherweise aufgrund seiner gewalttätigen Eifersucht. Auf Anweisung ihres Onkels täuscht sie jedoch Interesse vor, um die Rebellion am Laufen zu halten.
Die französischen Behörden ahnen die drohende Gefahr und rufen den berühmten Geheimagenten Raymon Valverde zu Hilfe, der die Bar infiltrieren und die Pläne der Aufständischen aufdecken soll. Valverde, ein erfahrener Spion mit einem Auge für die Damenwelt, ist gleichzeitig der frühere Liebhaber von Maureen, der Ehefrau des örtlichen Kommandanten. Als Valverde inkognito in arabischer Verkleidung mit Spit-Locken, lauten Streifen und kleinen Slippern auftritt, beginnt er Noorma-hal mit einer Mischung aus schlechter Poesie und herablassenden Komplimenten zu umwerben. Die nicht sonderlich helle Tänzerin verliebt sich sofort in den unbeholfenen Spion.
Als Ramlika auftaucht, kommt es zu einem heftigen Streit zwischen den beiden Männern, und Valverde kann entkommen. Er sendet Noorma-hal eine Nachricht, die sie zu seiner Villa bestellt. Dort angelangt, verrät sie ihm bereitwillig die Aufstandspläne: Ramlika wird in drei Tagen zum Massaker schreiten. Doch dann erscheint plötzlich Maureen in der Villa und beansprucht Valverde für sich, obwohl sie verheiratet ist und er undercover arbeitet. Nach Maureens Abgang warnt Noorma-hal Valverde davor, die „seltsame weiße Dame“ zu verführen. In diesem Moment gesteht der Agent ihr seine wahre Identität und Mission, obwohl dies alle Beteiligten in größere Gefahr bringt. Noorma-hal reagiert erwartungsgemäß mit Racheschwüren und stürmt davon.
Valverde berichtet seinem Kommandanten von den Aufstandsplänen und rät dazu, Verstärkung anzufordern und Ramlika sofort zu verhaften. Allerdings versäumt er es, Türen und Fenster zu schließen, während er spricht, und wird von einem Spion Ramlikas belauscht. Als die Aufständischen zum Angriff auf die französische Garnison übergehen, ist Valverde zwar auf den Angriff vorbereitet, verfügt aber über keine Truppen und muss allein kämpfen, bis Noorma-hal auftaucht. Sie bietet an, ihr Leben zu opfern, wenn Ramlika Valverde freilässt. Anstatt jedoch mit Ramlika zu gehen, richtet Noorma-hal eine Waffe gegen sich selbst. In diesem Moment treffen französische Truppen ein und töten Ramlika. Noorma-hal überlebt ihre Selbstverletzung.
Die verschiedenen überlieferten Versionen des Films weisen unterschiedliche Schlüsse auf: Während die amerikanische Version mit einem konventionellen romantischen Happy End schließt, in dem die Franzosen über die Tuareg siegen, endet die erhaltene deutsche Fassung tragischer und bricht vor der ursprünglichen Wiedervereinigungsszene ab. Der Roman Dust of Desire von Margaret Peterson, auf dem das Drehbuch von Frances Marion basiert, lieferte die literarische Vorlage für diese Geschichte von Liebe, Verrat und kulturellen Spannungen im kolonialen Nordafrika.

## Wissenswertes
Hauptdarstellerin Norma Talmadge fungierte gleichsam als Produzentin. Der Film ist Teil einer Sammlung von Kino Lorber Inc., die 2018 eine Reihe von DVDs mit restaurierten und digitalisierten Versionen von Filmen die von Frauen zwischen 1910 und 1923 produziert und geleitet wurden.